# ریدهی دوگرا
ریدی دوگرا (زاده ۲۲ سپتامبر ۱۹۸۴) یک هنرپیشه تلویزیونی هندی است که به خاطر بازی در نقش نصرت در سریال اهریمن محصول جیوسینما، آستا در زن متأهل، پریا در محدودیت خودمون رو حفظ کنیم... ولی تا کی؟ معروف است. او در برنامه‌های در شریک رقص ۶ و فیر فاکتور: خاترون کی خیلادی ۶ شرکت کرده‌است. در سال ۲۰۱۱ او با راقش واشیست ازدواج کرد.

## حرفه
ریدهی دوگرا قبل از بازیگری یک رقاص در مؤسسهٔ رقص شیامک داور بود. او در سال ۲۰۰۷ بازیگر شد و در سریال Jhoome jiya re نقش هیمانی را بازی کرد.

## فیلم‌شناسی
فیلم
| سال  | نام فیلم | نقش           | نکات        | مرجع  |
| ---- | -------- | ------------- | ----------- | ----- |
| ۲۰۲۳ | کفتار    | آکشارا دی‌سوزا | بازیگر اصلی |       |
| ۲۰۲۳ | جوان     | کاوری         |             | [ ۶ ] |
| ۲۰۲۳ | تایگر ۳  | شاهین بیگ     |             | [ ۷ ] |

سریال‌
| سال انتشار | نام سریال                                | نقش             |
| ---------- | ---------------------------------------- | --------------- |
| ۲۰۰۷       | جومه جیا ره                              | هیمانی          |
| ۲۰۰۹       | هندی‌ها ما هستیم                          | بابلی           |
| ۲۰۱۰       | شب ترسناک                                | نا معلوم        |
| ۲۰۱۰       | ریشتا دات کام                            | سورینا          |
| ۲۰۱۰       | هفت                                      | دیا             |
| ۲۰۱۰       | مات پیتاه که چارنون مین سوارگ            | پایال           |
| ۲۰۱۰       | لاگی توجسه لاگان                         | سوپریا          |
| ۲۰۱۰–۲۰۱۲  | محدودیت خودمون رو حفظ کنیم... ولی تا کی؟ | پریا آدیتیا جخر |
| ۲۰۱۳       | ساویتری                                  | ساویتری         |
| ۲۰۱۴       | این عاشقی است                            | ملی باتناگار    |
| ۲۰۱۳–۲۰۱۴  | شریک رقص ۶                               | خودش            |
| ۲۰۱۵       | عامل ترس: تهدید بازیکنان (فصل۶)          | مسابقه دهنده    |
| ۲۰۱۵       | دیا آر باتی هام                          | کواچ آدیتی      |
| ۲۰۱۶       | دار سابکو لاگتا هه (قسمت ۳۳)             | نا معلوم        |